# Brouwerij Krüger

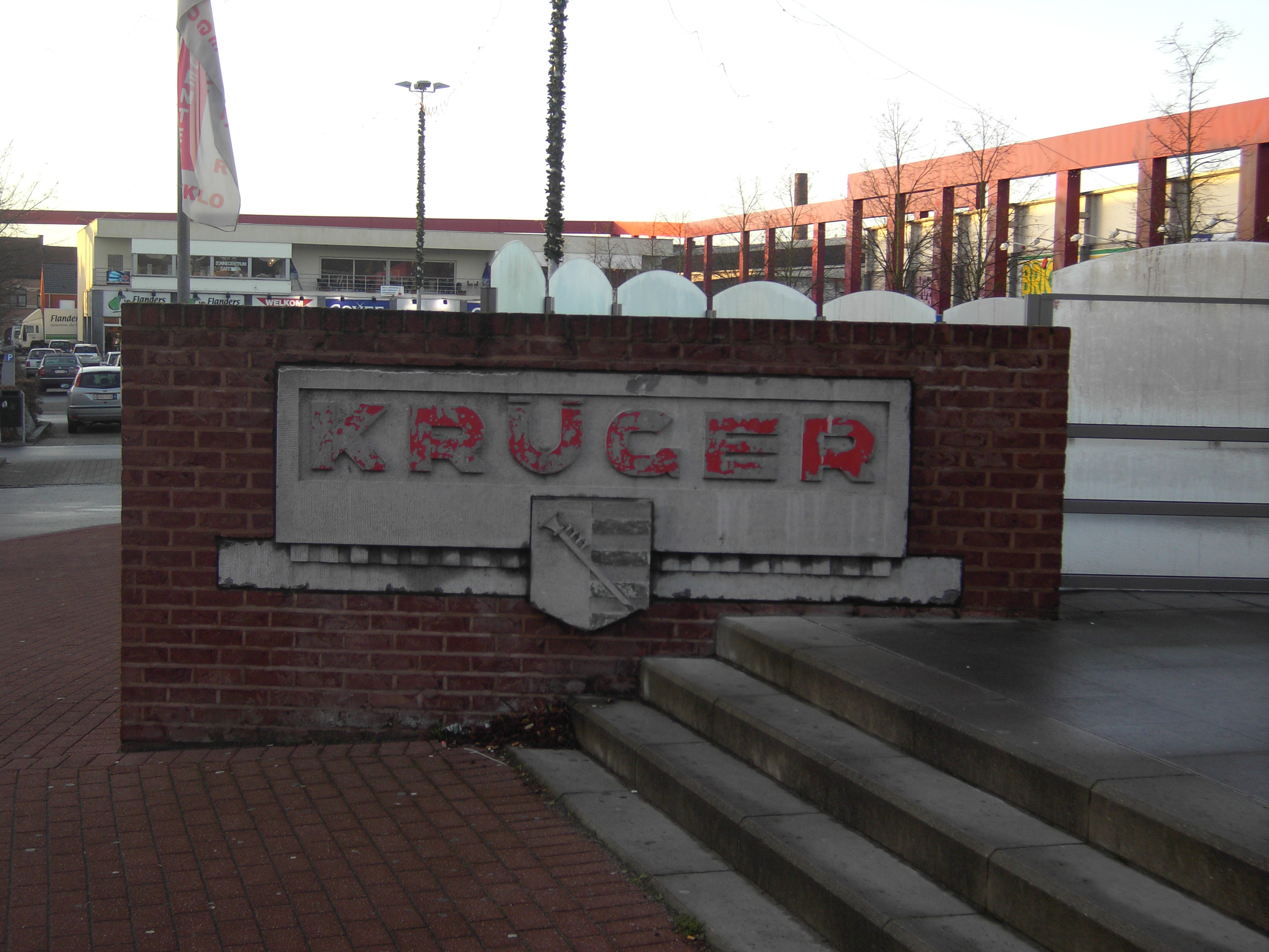
Oud uithangbord te Eeklo op voormalige vestigingsplaats.

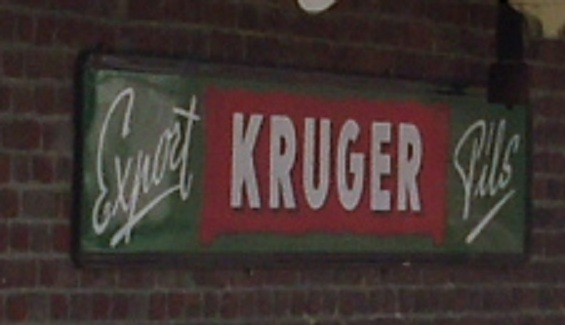
Reclamebord Krüger.

Brouwerij Krüger is een voormalige brouwerij die gelegen was in de Belgische stad Eeklo. De brouwerij werd in de nasleep van de Eerste Wereldoorlog in 1919 onder impuls van brouwer Alfons Loontjens (1867-1941) uit Kaprijke opgericht.

## 25 eenheden
Het was een samenwerkingsverband tussen 23 brouwers die wilden gaan voor een grootschalig project maar ook uit noodzaak. Want de meeste brouwers uit het Meetjesland waren hun bedrijf ontmanteld door de Duitsers omwille van het koper. Een andere reden was dat de bezetter per streek de beste brouwerij ongemoeid liet, zodanig kon men zijn eigen soldaten nog bevoorraden. Daarom koos de stichting de intacte brouwerij Krüger van Georges Euerard (1870-1946) in de Stationsstraat als basis voor de verdere werking.
Een andere doelstelling was ook het brouwen van bier van lage gisting (pils), een bier dat een steile opgang maakte sedert het de eerste maal in 1842 werd aangemaakt door brouwmeester Josef Groll (1813-1887) in de Tsjechische stad Pilsen.
De stichtende brouwers waren: Georges Euerard - Eeklo; Arthur Dhanens - Eeklo; Désiré Goethals - Eeklo; Benoni Dhanens - Eeklo; Victor Standaert - Kaprijke; Alfons Loontjens - Kaprijke; Gustave Tijtgadt - Maldegem; Victor Van Wassenhove - Maldegem; Louis Soenen - Maldegem; Emile Verstrynge - Maldegem; Maurice Van de Voorde - Lovendegem; Maurice De Vriendt - Lovendegem; Isidoor De Ruyter - Waarschoot; Cyrille De Backer - Waarschoot; Arséne Bekaert - Watervliet; Alberic De Sutter - Watervliet; Gaston Naudts - Sleidinge; Herman Roegiers - Oosteeklo; Joseph Ingels - Boekhoute; Edmond Aldeweireldt - Bassevelde; Carlos Huyghe - Sint-Laureins; Wed. Emile Leuridan - Knesselare; Edmond De Keyser - Ursel.
Ook werden in 1921 de Gentse brouwerijen Devos en Saverys overgenomen. Deze laatste had zijn vestiging in een zijstraat van Onderbergen.

## Expansie
Aanvankelijk noemde Euerard zijn zaak Brasserie Georges Euerard die hij 1905 had overgenomen van zijn oom Edmund, deze laatste stond reeds in 1866 bekend als brouwer van bier en azijn. Maar geleidelijk aan gebruikte Georges de naam Krüger. Eerst voor zijn producten en daarna voor zijn volledige brouwerij. De naamkeuze had te maken met de sympathie en de vermoedelijke ontmoeting die Euerard had met de Zuid-Afrikaanse president Paul Kruger. Euerard was een van de weinigen die tijdens de Eerste Wereldoorlog gespaard bleef door de Duitsers. Na de nieuwe start kwam er in 1921 een maalderij en mouterij bij. Een Tsjechisch ingenieur Jaroslan Gočár (†1935) kwam begin jaren twintig bijstand geven te Eeklo voor het aanmaken van pils (lage gisting), hij werd opgevolgd door zijn landgenoot Rudolf Strnisko (Nemilany 1881 - Eeklo 1952). Het was ook de tijd dat men van de trekpaarden overschakelde naar gemotoriseerd vervoer voor de bedeling in Eeklo en omliggende dorpen. In 1925 bouwde men een nieuwe tankkelder zodat men de opslagcapaciteit kon verdubbelen. In 1929 kwam de nieuwe brouwzaal in gebruik met een productiecapaciteit van 350 hectoliter per brouwsel en met een maximum van 3 brouwsels per dag. De opmars van de lage gistingsbieren was niet tegen de houden en in de jaren dertig werd gestopt met de hoge gistingsbieren. De Tweede Wereldoorlog was er de oorzaak van dat de bottelarij er pas kwam in 1949. Voor die tijd werd het bier gebotteld bij de afnemers uit de streek, meestal ook de medebeheerders van het bedrijf. De specialiteiten waren het pilsbier, stout, export, Krüger-Brau en tafelbier. In 1986 werkten er nog 167 personen.
Soorten bieren: Atilla Köning Ur-Huns-Typ; Bavière (tafelbier); Blonde; Blonde Krüger; Bock; Bock Krüger; Bock Krüger 1919; Brand Stout; Double Sterk; Europ Pils-Edelweiss; Export Krüger; Extra Stout; Extra tafelbier; Foncée; Krüger; Krüger 1944; Krüger Ale; Krüger Belgian Lager Beer; Krügerbier; Krüger Bräu; Krüger Export Beer; Krüger-Op; Krüger Pils cat. sup.; Krüger Pilsener Typ; Krüger Stout; Krüger Super Ale; Lambic; Münich; National; Nationale; Negus; Speciaal Krüger; Speciale 3de categorie; Speciale Krüger Ale; Sterck; Sterck-Ale; Sterk-Stout; Supra-Extra; Transvaal Invalid Stout; Zolder.

## Overname
In 1978 werd het bedrijf overgenomen door Piedbœuf en ging later op in Interbrew, InBev en vanaf 2008 in Anheuser-Busch InBev. Maar het had tot gevolg dat de brouwerij in de Stationsstraat in 1992 werd gesloten om in 1993-94 een distributiecentrum te worden, uiteindelijk werd de brouwerij in 1999 gesloopt. Op de vrijgekomen grond kwam later het Krügercentrum, een winkelplaza. Het oude uithangbord van de brouwerij zelf siert nu de oprijlaan van de parking.